# Oleg Protasov
Oleg Protasov, ukrajinski nogometaš in trener, * 4. februar 1964.
Za sovjetsko reprezentanco je odigral 68 uradnih tekem in dosegel 29 golov, za ukrajinsko reprezentanco pa je odigral eno tekmo.